# Oskar Franz Dvořák
Oskar Franz Dvořák (* 8. Mai 1899 in Znaim; † 13. April 1969 ebenda) war ein tschechischer Kunstmaler.

## Leben

### Jugend und Ausbildung
Oskar Franz Dvořák (auch: Dworschak) wurde 1899 in Znaim als zweiter von drei Söhnen des Schattauer Keramikfabrikanten Rudolf Dvořák (1863–1926) und Karolina Fritsch (1865–1911) geboren. Sein älterer Bruder Rudolf Dvořák (* 1895) war ebenfalls in Znaim als Kunstmaler tätig.
Dvořák besuchte zwischen 1913 und 1915 die Realschule in Znaim, wo er seine erste künstlerische Ausbildung bei Otto Wünsch genoss. Danach absolvierte er von 1915 bis 1920 die Staatsfachschule in Znaim und studierte während eines dreijährigen Lehrganges für Zeichnen, Malen, Plastik und Keramik bei Schickl (Aquarell), Tautenhayn (Modellieren), Novotny und Schufinsky sowie bei dem aus Italien stammenden Antonio Jacomi. An derselben 1872 gegründeten Lehranstalt absolvierten auch der Bildhauer Hugo Lederer und der Maler Alexander Pock ihre Studien.
1917 wurde der 18-Jährige in die k.u.k.-Armee einberufen. Nach einer kurzen Grundausbildung in der k.u.k.-Landsturm-Marsch-Kompanie 18 kam er bei der Bewachung von kriegsgefangenen russischen Offizieren in Hart bei Amstetten zum Einsatz. Erst nach Kriegsende konnte er seine Schulausbildung fortsetzen und stellte bereits im Jänner 1919 seine ersten Bilder in Znaim zum Verkauf aus.

### Künstlerischer Aufstieg und Heirat
Danach arbeitete Oskar Dvořák ab 1921 bis etwa 1935 – zuletzt als künstlerischer Leiter der Kunstkeramik – in der Tonwarenfabrik Rudolf Ditmar-Urbach und – von der abklingenden Wiener Secession beeinflusst – als Kunstmaler in Znaim. 1924 heiratete Oskar Franz Dvořák Stefanie Skokan (1900–1988) und am 23. Februar 1925 kam in Znaim sein einziges Kind Oskar Rudolf Dvořák – später Ministerialrat im Bundesministerium für Verkehr in Wien – zur Welt.
Oskar Dvořák war Mitglied des Mährischen Kunstvereines (Künstlerhaus Brünn), der Künstlervereinigungen Kunstring in Mährisch-Ostrau, des Metznerbundes in Reichenberg sowie Vorsitzender der Künstlergilde Kreis Znaim. Im Jahr 1932 wurde er Gründungsmitglied des Verbandes bildender Künstler Westsüdmährens und am 17. März 1936 in den Ausschuss der Vereinigung bildender Künstler Südmährens gewählt.
Seit seiner ersten Ausstellung in Znaim 1923 war der Maler Oskar Dvořák an mehr als 30 Ausstellungen beteiligt.

### Werk und letzte Jahre
Dvořák war fasziniert vom künstlerischen Schaffen in der freien Natur, sah die Landschaft von Licht und Luft umflossen und fühlte sich durch die Werke Cézannes in ihrer strengen, zurückhaltenden und in ihrer tonigen Farbigkeit harmonisch geschlossenen Komposition, durchleuchtet von kräftigen Farben, inspiriert.
Seine umfangreiche Arbeit – von ihm selbst fotografisch dokumentiert – befindet sich in der tschechischen Nationalgalerie, im südmährischen Museum in Znaim sowie in vielen privaten Sammlungen in Österreich, Deutschland und Russland.
Am 13. April 1969 starb der Künstler nach längerem schweren Leiden in Znaim und wurde in Brünn beigesetzt.

## Schaffen
Neben Ölgemälden schuf Oskar Dvořák unzählige Zeichnungen, Aquarelle, Monotypien und Linolschnitte. Oskar Dvořák folgte bei seinem malerischen Werk nicht den Strömungen der Zeit. Das Spektrum seiner Arbeiten reicht von Radierungen über Feder- und Kohlezeichnungen und Aquarellen bis zu etwa 400 Ölbildern. Letztere brachte er in kräftigen Farben und der ihm eigenen Spachteltechnik auf Leinwand auf. Als Motive wählte er vor allem malerische Altstadtansichten von Znaim und Landschaftsbilder aus der unmittelbaren Umgebung, oft mit der Stadt Znaim im Hintergrund sowie Stillleben mit Blumen, Obst und Alltagsgegenständen. In seinen Linolschnitten mit figuralen Themen spiegelt sich die soziale Kunst der 1920er Jahre wider. Seine Arbeiten signierte er mit seinen Initialen „OD“ bzw. mit dem Namenszug „Oskar Dworschak“.

## Ausstellungen (Auswahl)
- 1923–30: Gemäldeausstellungen, Znaimer Burg
- 1927: Landes-Jubiläumsausstellung Znaim
- 1932–1938: Ausstellungen des Verbandes bildender Künstler Westsüdmährens
- 1934: Sonderschau Kunsthandlung Klimt Znaim
- 1934: II. Ausstellung der Vereinigung bildender Künstler Südmährens, Znaim
- 1937: Südmährische Kunstausstellung, Mißlitz
- 1937: Ausstellungsgemeinschaft bildender Künstler der C.S.R. in Aussig
- 1937: Künstlerhaus in Brünn
- 1939: Znaimer Kunstausstellung
- 1940–1943: Ausstellungen der Znaimer Künstlergilde
- 1941: Heimatschau Karl-Postl-Schule
- 1942/43: Kunstschau Deutsches Haus
- 1942: Wiener Secession
- 1953: Ausstellung Mährisch-Krumau
- 1955: Jubiläumsausstellung Znaimer Burg
- 1956: Ausstellung Südmährischer Künstler – Znaimer Burg
- 1965: Ausstellung Historické Znojmo v Malbê a Grafice – Znaimer Burg
- 1967: Bildender Salon 67, Haus der Kunst Südmährisches Museum Znaim
- 2004/05: „Oskar Dvořák, Maler des alten Znaim“ Südmährisches Museum, Znaim